# Luís Antônio da Gama e Silva
Luís Antônio da Gama e Silva (Mogi Mirim, 15 de marzo de 1913 — 2 de febrero de 1979) fue un jurista brasileño, profesor y catedrático de la Facultad de Derecho de la Universidad de São Paulo y rector de la Universidad de São Paulo en dos períodos. Fue el único rector que ha sido reelegido en su cargo.

## Biografía
En el comienzo de su carrera, fue redactor jefe del periódico Correio Paulistano, juez del Tribunal de Cuentas, profesor universitario, docente libre, catedrático y decano de la Facultad de Derecho de Largo de São Francisco, culminando con el cargo de rector de la USP. Más tarde fue ministro de la Justicia durante el gobierno de Artur da Costa e Silva, en 1967.
En el inicio del movimiento de marzo de 1964 , durante el mes de abril de aquel año, asumió los cargos de ministro de la Educación, Justicia y Minas y Energía, reasumiendo la rectoría de la Universidad de São Paulo en el inicio del Gobierno de Castelo Branco.  Mientras era rector de la USP, elaboró la lista de nombres de profesores universitarios, compañeros suyos, que vendrían a ser procesados en el conocido IPM de la USP, entre los cuales estaban Florestan Fernandes y Fernando Henrique Cardoso. Como rector de la USP fue el creador de la Escuela de Comunicaciones y Artes (ECA) y responsable de la construcción de incontables edificios en la Ciudad Universitaria .
Además fue juez de la Corte de La Haya y embajador de Brasil en Portugal de 1970 a 1974 , siendo uno de los creadores de la Comunidad Luso Brasileña. Como ministro de Justicia implantó la Policía Federal, la Justicia Federal y la ley del Ministerio Público.
A finales de 1968, con el avance de los movimientos sociales (entre ellos, el estudiantil) y de izquierda, y ante la actuación de grupos terroristas comunistas,  contra la dictadura militar, Gama e Silva fue el redactor del Ato Institucional Número Cinco, aprobado el 13 de diciembre de 1968, y que cerraba temporalmente el Congreso Nacional, autorizaba el presidente de la República a cesar cargos públicos y suspender derechos políticos; además, suspendía indefinidamente el habeas corpus y adoptaba una serie de medidas represivas.
En abril de 1969 el gobierno del presidente Costa e Silva publicó una lista de profesores de la Universidad de São Paulo que deberían ser apartados de la cátedra en aplicación del Ato Institucional n.º 5. Aunque recibieron una indemnización proporcional al tiempo de servicio, sus clases fueron prohibidas y se les apartó de la universidad. La inspiración de este acto fue atribuida al ministro que preparó las listas de profesores de ideas izquierdistas o simplemente desafectos a su persona. La lista incluyó profesores con notable prestigio académico, como los profesores de la Facultad de Filosofía Fernando Henrique Cardoso (futuro presidente), Florestan Fernandes, Octávio Ianni, el director del Departamento de Bioquímica Isaías Raw, Mário Schenberg, del Departamento de Física y Paul Israel Singer, del Departamento de Economía. El vicerrector y sustituto de Gama e Silva en la rectoría fue el profesor Hélio Lourenço de Olivo, también incluido en la lista después de protestar contra ella. Algunos profesores se exiliaron y asumieron cargos importantes en universidades del exterior. Más adelante, tras una amnistía, algunos profesores volvieron a impartir clases en la Universidad de São Paulo.